# マーティ・ブラウン
マーティ・レオ・ブラウン（Marty Leo Brown, 1963年1月23日 - ）は、アメリカ合衆国オクラホマ州コマンチ郡ロートン出身の元プロ野球選手（外野手及び内野手）・監督。右投右打。
日本では、広島東洋カープで選手としてプレー。その後広島および東北楽天ゴールデンイーグルスで監督を務めた。

## 経歴

### 現役時代
1985年のMLBドラフト12巡目（全体292位）でシンシナティ・レッズから指名され、プロ入り。
1988年にメジャー初昇格。
1990年にボルチモア・オリオールズに移籍し、通算35試合に出場。その後、オリオールズ傘下（当時）のAAA級ロチェスター・レッドウイングスでプレーする。
1991年にクリーブランド・インディアンス傘下（当時）のAAA級コロラドスプリングス・スカイソックスでプレー。
1992年に広島東洋カープに入団。さほど突出した成績は残さなかったが、ヘッドスライディングや外野フライをキャッチした後にフェンスを乗り越えるプレーなどが話題となる。
1994年に広島を自由契約となる。
1996年にテキサス・レンジャーズ傘下（当時）のAAA級オクラホマシティ・エイティナイナーズに所属したのを最後に現役を引退した。

### 現役引退後
1997年からMLBのマイナーリーグで監督を務めた。
2003年からクリーブランド・インディアンス傘下（当時）のAAA級バッファロー・バイソンズの監督に就任。
2004年にはインターナショナルリーグで優勝、週刊誌『ベースボール・アメリカ』からマイナーリーグ最優秀監督賞を受賞する。この3年間の成績は、238勝193敗、勝率.552であった。また、AAA級監督時代に3年間で22回の退場を記録した。2004年にはグレッグ・ラロッカ、2005年にはケニー・レイボーンを古巣の広島カープに送り込むなどの実績も残していた。
2006年から広島東洋カープの監督に就任する。

### 広島監督時代
2008年は勝率5割にわずかに届かなかったものの、最後までクライマックスシリーズ進出争いに踏みとどまり、4位で終了。ファンサービスを重視し、サインや写真撮影などを求められた時は笑顔で応じている。なお、現役時代はファンから「ブラウン」と呼ばれていたが、監督就任後は本人の要望で「マーティ」と呼ばれることも多い。
2009年シーズンは、10月4日の対横浜戦で敗戦したため、Bクラスが確定し退任が決定。10月10日の対巨人戦が広島で指揮を執る最後の試合となった。私生活では、この2009年キャンプイン前日に日本人女性と結婚し、オーナーの松田元に祝福を受けた。

### 楽天監督時代
2010年から東北楽天ゴールデンイーグルスの監督に就任。楽天球団初の外国人監督となった。背番号は広島時代の「71」から、ブラウン自身のラッキーナンバーを揃えた「81」に決定。コーチ人事はヘッドコーチのジェフ・リブジー以外球団主導で決まった。球団からはブラウンをモチーフにしたBaby-Brownという公認マスコットが発表された。前年、初のAクラス入り（2位）を果たしたチームを引き継いだが、開幕から4連敗するなどシーズンを通して一度も勝率5割に届かず、チームとして4年ぶりの最下位に終わった。全日程を終了した9月29日、球団から解任が発表され、10月21日に帰国した。

### 楽天監督退任後
帰国後の同年11月30日、トロント・ブルージェイズ傘下（当時）のAAA級ラスベガス・フィフティワンズの監督に就任。
2013年からは、この年よりブルージェイズ傘下に変更となったAAA級バッファローの監督に就任し、同年退任。
2014年には、ワシントン・ナショナルズの環太平洋地域コーディネーターに就任。
2015年からは、ミズーリ州ローラで自身の名前を冠した野球アカデミーを運営している。同アカデミー運営開始のきっかけは、自分が育った町から強豪大学に進学したりプロでキャリアを積み上げたりする選手が少なかった。故郷の野球レベルを上げる手助けをしたいといった内容である。

## 采配

### 2006年
担当コーチによる選手評価表を導入し、1-2軍スタッフの情報共有を積極化した。31年ぶりにキャプテン制を導入し、黒田博樹を投手キャプテン、前田智徳を野手キャプテンに指名する。先発は黒田と大竹寛・ショーン・ダグラスを軸に、大島崇行・佐々岡真司を加えた5投手で中4日100球目処のローテーションを組んだ。中継ぎもローテーション形式として1登板につき2イニング30球を限度とし、3連投しない形をとった。守備では逆シングルを推奨し、一・三塁線を大きく開ける守備シフトを敷いた。打線では出塁率を重視し、1番に緒方孝市、2番に前田を据えるが、9試合連続2得点以下という日本新記録をマークしたため、オーダーを元に戻して復活した。また捕手以外の野手（内野手・外野手）を使い切ってしまうことが度々あった。5位に終わったが、2007年の続投が決定した。

### 2007年
前年同様に黒田を投手、前田を野手のキャプテンに指名。投手は先発ローテーションを中4日から中5、6日とし、また先発陣を中継ぎに起用することもあった。春先はある程度の安定があったものの調子を落とし、交流戦では黒田以外の先発投手に勝ち星が付かなかった。抑えの永川勝浩も不安定で、接戦を落とす試合が多かった。
捕手は打撃向上と1年間正捕手の固定を掲げる。4月は打撃好調の倉義和が、交流戦前からは石原慶幸がマスクを被る機会が増えるが、打撃の好不調や先発投手との相性もあり固定には至らなかった。
打線は梵英心を1番、東出輝裕を2番に固定、3～6番のどこかに前田を入れ、他の打順に新井貴浩・嶋重宣・栗原健太を据える。7番は緒方で固定。前年と同じように4月は調子が上がらず、5月に一時調子を上げるも交流戦では再び貧打となる。投手陣の不調も重なって交流戦では大きく負け越し、交流戦後に前年に中日を退団したアレックス・オチョアが加入して打線のテコ入れを図るも、最終的には最下位と1ゲーム差の5位で終わる。

### 2008年
野手では若い天谷宗一郎、FAで移籍した新井の人的補償で加入した赤松真人などの俊足外野手をスタメンに抜擢。守備に衰えが見えている前田を代打転属とし、機動力と守備重視の布陣にする。4番の栗原は好成績を残したが、新井が抜けた三塁手を埋める形で加入したスコット・シーボルが活躍出来なかった。一方で新人の小窪哲也が、極度の不振に陥った梵と、なかなか日本に適応しなかったシーボルの穴を埋める活躍を見せた。
黒田の移籍を受けた投手陣は、ベテランの高橋建と新加入のコルビー・ルイスが前半戦のチームを牽引した。特にルイスは中4日で登板し、交流戦では5勝を挙げ交流戦勝ち越しに貢献。抑えの永川も抜群の安定感を見せ、シーズン終盤は前田健太・篠田純平・齊藤悠葵といった若い投手を先発に抜擢するとこれが当たり、一時は3位に食い込んだものの、最後は中日に追い抜かれて4位で終えた。

### 2009年
本拠地がMAZDA Zoom-Zoom スタジアム広島に変わり、前年から取り組んだ野球の真価が問われるシーズンとなった。球場が広くなったことで投手力はある程度向上したが、打力が低下し投打が噛み合わなかった。盗塁数は前年より増えたもののリーグ5位にとどまり、アレックスの放出で手薄になった中軸は栗原、嶋、シーボルの誤算が大きく、スコット・マクレーン、アンディ・フィリップスとシーズン中に加入した外国人野手で得点力向上を試みた。ヤクルトの失速で一時は3位争いに加わるも、結果的には新しい本拠地で負け越していることと打線の不調が最後まで響いて5位に終わる。このシーズンを最後に監督を退任した。

### 2010年
野村克也の後任として東北楽天ゴールデンイーグルスの監督に就任。先発ローテーションは田中将大、岩隈久志、永井怜を軸に組んだ。野手では聖澤諒、内村賢介などの若手選手を積極的にスタメン起用した。しかし、チームは開幕4連敗を喫するなど低迷。交流戦を勝ち越して借金1まで復調するが、パリーグ同士の対戦が再開すると負けが先行していった。トッド・リンデンの再三のトラブルにも泣かされた。終わってみれば開幕から1度も勝率5割に達することなく、5位のオリックスと7.5ゲーム差付けられる最下位に沈み、シーズン終了を以って解任となった。

### 監督としての特徴

#### 内野5人シフト
- 終盤で同点、もしくはビハインドで無死または1死で走者が三塁にいる場合、しばしば内野手5人、外野手2人のシフトをとる。

広島監督時代
2006年4月22日、対中日ドラゴンズ戦
一塁・栗原、二塁・東出、三塁・新井、遊撃・山崎に加え、中堅・福井が二塁上を守る5人内野シフトをとった。打者の井端弘和は三塁ゴロに打ち取ったが、次の福留孝介に対しての場面で捕手・倉のパスボールなどがあり敗戦。
2006年7月14日、対横浜ベイスターズ戦
10回裏に一塁・栗原、二塁・東出、三塁・新井、遊撃・梵に中堅・井生が加わったが、永川の暴投でサヨナラ負け。
2009年3月29日、対福岡ソフトバンクホークス戦（オープン戦）
9回裏無死3塁の場面では一塁・喜田剛、二塁・小窪、三塁・シーボル、遊撃・石井に左翼・木村のシフトをとったところ、左翼ゴロ（木村が処理したため）で打ち取りに成功した。
2009年5月6日、対中日ドラゴンズ戦
8回裏1死1・3塁。一塁・栗原、二塁・東出、三塁・シーボル、遊撃・石井に右翼・木村が三遊間に構え、荒木雅博を三振に打ち取った。
2009年6月14日、対埼玉西武ライオンズ戦
延長12回無死満塁で、一塁・喜田剛、二塁・東出、三塁・石井琢、遊撃・梵に左翼・小窪を加え、黒瀬春樹を左翼ゴロ併殺打（2死2・3塁）、G.G.佐藤を敬遠四球（2死満塁）で歩かせ、江藤智を遊飛に打ち取った。
楽天監督時代
2010年3月10日、対広島東洋カープ戦（オープン戦）
9回表無死満塁で、一塁・大廣、二塁・西村、三塁・草野、遊撃・渡辺直に左翼・塩川を加えるも、喜田剛にがら空きのライトへ走者一掃適時打を許す。しかし、9回裏途中に降雨でコールドとなり、9回の記録は無効となった。
2010年6月7日、対読売ジャイアンツ戦
両チーム無得点で迎えた10回裏1死満塁で、一塁・山崎、二塁・高須、三塁・中村紀、遊撃・渡辺直に左翼・内村が二塁右に構えるが、小笠原道大に中堅後方へ犠飛を許し、サヨナラ負け。

#### 中日ドラゴンズとのトラブル
2006年8月13日の対読売ジャイアンツ戦終了後の会見で、「巨人の原監督、ヤクルトの古田監督は尊敬しているが、他球団ではサインなどでルール違反が行われている。見つかったら大変なことになる。いつまでもやられっぱなしでは終われない。特に次に対戦するチームの監督はよく聞いてほしい」と発言した。
この次に対戦するチームとは中日ドラゴンズで、あたかも中日・阪神・横浜が不正を働いているかのような発言だったため、これを聞いた中日監督の落合博満は、8月14日の降雨による試合中止決定後、自ら記者会見を開くほど激怒した。翌日に中日の球団社長・西川順之助、球団代表・伊藤一正が急遽広島入りして広島の球団部長・鈴木清明から事情を聞くとともに、一連のブラウン発言での謝罪を受け、落合も「社長に任せる」とコメントしたため球団間での対立は一応回避された。この騒動以降、ブラウンと落合は試合前のメンバー表交換の時ですら目を合わせないほどであったが、10月16日に広島市民球場で行われた両チームのシーズン最終戦前のメンバー表交換時には握手を交わし、この騒動は一応の決着をつけた。
中日と同じく批判の対象となった阪神、横浜両球団の監督及び関係者はこの件に対して静観する姿勢を示し、横浜の監督・牛島和彦へは直接会って謝罪するなど、こちらは大きなトラブルにはならなかった。
メジャーリーグなどでは自軍の打者に対して相手投手の球種を伝えてはいけないことになっているが、セ・リーグでは禁止事項になっていないため、ブラウンの一連の発言は日米におけるルールの相違から生じたものであることが判明した。

## 度重なる退場処分
ブラウンは、広島・楽天時代を通じて監督として史上最多となる12回の退場処分を受けている。その際にベースを投げたり、ホームベースを土で隠す行為に及ぶことがあったため批判される対象となった。ちなみに退場回数が一番多いのは14回のタフィ・ローズだが監督時代だけで一番退場が多いのはブラウンである。

### 退場処分の詳細
| 回数 | 日時          | 相手         | 球場                           | 詳細 | 備考 |
| ---- | ------------- | ------------ | ------------------------------ | --- | --- |
| 1    | 2006年5月7日  | 中日         | 広島市民球場                   | 3回表1死1塁の場面、荒木雅博の遊ゴロで併殺を狙い、一塁走者は封殺したものの荒木はきわどいタイミングでセーフの判定。これを不服としてマイク・ロマノが審判の真鍋勝己に暴言を吐いて退場処分を受けた。ブラウンはこれに抗議した後、一塁ベースをグラウンドから引っこ抜き、内野のフェアゾーンに放り投げた。これが侮辱行為と判断されて退場を宣告された。ブラウンはその後、退場を宣告した審判と観客に対し帽子を上げお辞儀した。 | ブラウンの退場に関して責任審判の二塁審判・谷博は「抗議は冷静で紳士的なものだった。ロマノ投手をかばっていた。一塁ベースを投げていなければ、退場にはなっていなかった」と語っている。ブラウンは「なぜ（ロマノは）この程度で退場なんだ、退場になるというのはこういう事だ」ということをアピールするために行ったと後にコメントしており、抗議に行く際、ジェフ・リブジーに広池浩司への投手交代を伝えていたことから、最初から退場となって士気を高めることを前提としていたとも言われている。 後日、この出来事をネタにしたTシャツが製作され、選手や首脳陣に配られた。 |
| 2    | 2006年7月29日 | 横浜         | 広島市民球場                   | 6回裏1死1・3塁で打者倉義和の場面。倉は打球が足に当たった（自打球）と思い一塁に走らなかったが、審判はフェアと判定してダブルプレーとなる。 これに対しブラウンは17分間の抗議のあと、マウンドで「私を退場にしてくれ」とアピールし、抗議が規定の5分を越えたため退場処分を受けた。このあと、審判にお辞儀してベースの土を払い退場となった。                                                                                | この時期は微妙な判定が多かったため、前述の抗議を込めたTシャツを着用した。 |
| 3    | 2006年8月23日 | 阪神         | 広島市民球場                   | 5回表に球審の友寄正人の度重なる微妙な判定に激怒し矢野輝弘に四球を与えた直後に内野陣をマウンドに集めたあと、友寄に猛抗議した。 その後ブラウンは戻りかけるが、友寄が呼び止めて言い返す。1分程度の抗議だったが友寄は遅延行為、および審判への暴言により退場を宣告した。 | 監督の1シーズン3回の退場は史上初で、舞台はいずれも本拠地の広島市民球場であった。 |
| 4    | 2007年4月10日 | 巨人         | 広島市民球場                   | 8回表2死2塁の場面で梅津智弘が古城茂幸に対して投げたストライクゾーンギリギリの2球をともにボールと判定された。グラウンドに出て、不満をあらわにする選手をマウンド上で落ち着かせた後、球審の深谷篤に猛抗議した。 ブラウンは自らの足でホームベースを埋め、その上に帽子を叩きつけた。この際に暴言を吐いたとして退場処分となる。                                                                                           | これにより2007年度のセ・リーグ退場第1号となったが、このとき勝手に自分から退場していったため、審判が退場のジェスチャーをするタイミングを測れず退場のジェスチャーがなかった。 |
| 5    | 2007年8月22日 | 横浜         | 広島市民球場                   | 8回裏2死1・2塁の場面、東出輝裕の放った打球を村田修一が処理し損なった直後に打球が2塁走者の倉義和に当たり、村田のすぐ後ろにいた石井琢朗の守備機会を妨害したとして倉にアウトが宣告された。 これに対しブラウンは審判団に執拗に抗議、規定の5分を超えても抗議を続けたため退場となった。 | |
| 6    | 2008年4月26日 | 横浜         | 横浜スタジアム                 | 7回に前田智徳のバントを空振りとする判定をめぐって球審の谷博に暴言を吐き、ビジターでは初の退場処分を受けた。ブラウンはその際、ホームベースを土で覆い帽子をグラウンドに投げつけた。 チームは直後に先制点を挙げ、1点差で勝利した。 | |
| 7    | 2009年4月7日  | 阪神         | 阪神甲子園球場                 | 1回表に天谷宗一郎の本塁クロスプレーをアウトと判定した球審の吉本文弘に暴言を吐いたとして退場となった。試合開始7分、1回表2死での監督の退場はNPB史上最短だった。 | 試合は7回表終了時に広島が10-4と大きくリードしていたが、最終的にサヨナラ負けを喫しブラウンが「退場した試合は全て勝つ」というジンクスが崩れた。 |
| 8    | 2009年8月27日 | ヤクルト     | MAZDA Zoom-Zoom スタジアム広島 | 7回裏にスコット・マクレーンが球審・牧田匡平の空振り判定に抗議し、マクレーンは打席の途中で退場処分を受けた。 これに対してブラウンも抗議し、牧田に暴言を吐いたため退場となった。その際にホームベースの近くに自分の付けていた靴と帽子を置いていった。チームはその直後に逆転に成功して勝利した。 | 監督としての退場処分は8回目で、 藤本定義の7回を抜いてプロ野球史上単独最多となった。 退場宣告後の行動について、審判よりも靴と帽子の方が正確な判定ができるという趣旨のコメントを監督を代行したリブジーを通して発表している。 ただ、この抗議に関して映像等で確認できる限りでは、空振りに対してマクレーンは退場宣告前までは激昂した様子が見られず確認する程度で牧田に話しかけていたが、ほどなくして牧田に退場宣告を告げられた後、牧田に詰め寄り猛抗議した。 牧田自身もカープの選手や監督に対してかなり強い口調で激昂するシーンが見られ、最終的に観客も含む球場全体が牧田に対しブーイングや「帰れコール」が鳴り響き、この牧田に対する一連の行動に「退場勧告が早い」、「高圧的」という指摘もあり、ジャッジに対し疑問視されている。 なお、当の牧田本人は後日のイベントにて、「野球規則に則ったジャッジで今でも自分の判断は正しいと思っている」という趣旨の発言をしている。 |
| 9    | 2010年4月3日  | ソフトバンク | クリネックススタジアム宮城     | 2回裏に本塁に突入したトッド・リンデンに球審の栄村隆康がアウトの判定を下したことに抗議し、退場処分を受けた。その後にホームベースに砂をかけ隠し、帽子を脱いで叩きつけるなど侮辱行為を行った。 チームは6-10で敗れた。 | 楽天の監督に就任してからは初の退場となった。 |
| 10   | 2010年5月9日  | 日本ハム     | 函館オーシャンスタジアム       | 5回裏に森本稀哲の本塁突入がセーフと判定されたことに対し球審の橋本信治に抗議し、暴言を吐いたとして退場処分を受けた。 チームはこのプレーにより1点リードを奪われ、その後同点に追いついたものの敗れた。 | ブラウンは5月11日、コミッショナーより厳重注意と制裁金5万円が課せられた。 |
| 11   | 2010年7月2日  | 日本ハム     | クリネックススタジアム宮城     | 同点で迎えた5回裏の1死2塁から鉄平の二塁打で本塁を狙った嶋基宏が本塁アウトとなる。 この判定を不服として球審の橋本信治に抗議し退場となった。ブラウンは自ら退場宣告のジェスチャーを受ける前に、逆に球審に退場宣告のジェスチャーを数度見舞うなどの侮辱行為を行った。この後もホームベースに砂をかけ隠した。 チームは8回に得点し勝利した。                                                                                | |
| 12   | 2010年9月23日 | 西武         | 西武ドーム                     | 6回裏2死1・2塁から平尾博嗣の遊撃ゴロによる二塁フォースプレーで送球を受けた枡田慎太郎の足がベースから離れたとして セーフの判定を下した塁審の秋村謙宏に抗議し、暴言でシーズン4回目となる退場処分を受けた。 この試合は4-3で楽天が勝っている。 | 退場宣告を受けた直後に二塁ベースを投げようとしたが固定されていたため、 結局ベースを引き抜くことができずに退場した。。 |

## 詳細情報

### 年度別打撃成績
| 年 度    | 球 団    | 試 合 | 打 席 | 打 数 | 得 点 | 安 打 | 二 塁 打 | 三 塁 打 | 本 塁 打 | 塁 打 | 打 点 | 盗 塁 | 盗 塁 死 | 犠 打 | 犠 飛 | 四 球 | 敬 遠 | 死 球 | 三 振 | 併 殺 打 | 打 率 | 出 塁 率 | 長 打 率 | O P S |
| -------- | -------- | ----- | ----- | ----- | ----- | ----- | -------- | -------- | -------- | ----- | ----- | ----- | -------- | ----- | ----- | ----- | ----- | ----- | ----- | -------- | ----- | -------- | -------- | ----- |
| 1988     | CIN      | 10    | 17    | 16    | 0     | 3     | 1        | 0        | 0        | 4     | 2     | 0     | 1        | 0     | 0     | 1     | 0     | 0     | 2     | 0        | .188  | .235     | .250     | .485  |
| 1989     | CIN      | 16    | 35    | 30    | 2     | 5     | 1        | 0        | 0        | 6     | 4     | 0     | 0        | 0     | 1     | 4     | 0     | 0     | 9     | 0        | .167  | .257     | .200     | .457  |
| 1990     | BAL      | 9     | 16    | 15    | 1     | 3     | 0        | 0        | 0        | 3     | 0     | 0     | 0        | 0     | 0     | 1     | 0     | 0     | 7     | 1        | .200  | .250     | .200     | .450  |
| 1992     | 広島     | 109   | 427   | 386   | 37    | 90    | 22       | 1        | 19       | 171   | 68    | 2     | 2        | 0     | 0     | 38    | 1     | 3     | 93    | 4        | .233  | .307     | .443     | .750  |
| 1993     | 広島     | 120   | 465   | 428   | 60    | 118   | 21       | 2        | 27       | 224   | 83    | 1     | 3        | 1     | 3     | 30    | 3     | 3     | 106   | 13       | .276  | .325     | .523     | .849  |
| 1994     | 広島     | 28    | 113   | 104   | 11    | 27    | 4        | 1        | 4        | 45    | 14    | 1     | 2        | 0     | 1     | 7     | 0     | 1     | 19    | 6        | .260  | .310     | .433     | .742  |
| MLB：3年 | MLB：3年 | 35    | 68    | 61    | 3     | 11    | 2        | 0        | 0        | 13    | 6     | 0     | 1        | 0     | 1     | 6     | 0     | 0     | 18    | 1        | .180  | .250     | .213     | .463  |
| NPB：3年 | NPB：3年 | 257   | 1005  | 918   | 108   | 235   | 47       | 4        | 50       | 440   | 165   | 4     | 7        | 1     | 4     | 75    | 4     | 7     | 218   | 23       | .256  | .316     | .479     | .795  |

### 年度別監督成績
| 年 度     | 球 団     | 順 位     | 試 合 | 勝 利 | 敗 戦 | 引 分 | 勝 率 | ゲ ｜ ム 差           | 本 塁 打              | 打 率                 | 防 御 率              | 年 齡                 |
| --------- | --------- | --------- | ----- | ----- | ----- | ----- | ----- | --------------------- | --------------------- | --------------------- | --------------------- | --------------------- |
| 2006年    | 広島      | 5位       | 146   | 62    | 79    | 5     | .440  | 25.0                  | 127                   | .266                  | 3.96                  | 43歳                  |
| 2007年    | 広島      | 5位       | 144   | 60    | 82    | 2     | .423  | 19.5                  | 132                   | .263                  | 4.22                  | 44歳                  |
| 2008年    | 広島      | 4位       | 144   | 69    | 70    | 5     | .496  | 14.0                  | 100                   | .271                  | 3.78                  | 45歳                  |
| 2009年    | 広島      | 5位       | 144   | 65    | 75    | 4     | .464  | 27.0                  | 101                   | .245                  | 3.59                  | 46歳                  |
| 2010年    | 楽天      | 6位       | 144   | 62    | 79    | 3     | .440  | 15.0                  | 95                    | .265                  | 3.98                  | 47歳                  |
| 通算：5年 | 通算：5年 | 通算：5年 | 719   | 318   | 382   | 19    | .454  | Aクラス0回 Bクラス5回 | Aクラス0回 Bクラス5回 | Aクラス0回 Bクラス5回 | Aクラス0回 Bクラス5回 | Aクラス0回 Bクラス5回 |

※ 2008年、実母の葬儀参列で帰国したため欠場した8月19日から21日までの3試合(0勝3敗)は通算成績に含まず

### 表彰
- 月間MVP：1回 （1993年7月）
- 優秀JCB・MEP賞：1回 （1993年）

### 記録
NPB
- 初出場・初先発出場：1992年4月5日、対読売ジャイアンツ戦（広島市民球場）6番・三塁手で出場
- 初安打：同上、槙原寛己から
- 初本塁打・初打点：1992年4月8日、対横浜大洋ホエールズ戦（横浜スタジアム）1回表に田辺学から

### 背番号
- 43 （1992年 - 1994年）
- 71 （2006年 - 2009年）
- 81 （2010年）